# The Museum of Wonders
The Museum of Wonders è un film del 2010 diretto da Domiziano Cristopharo.

## Trama
The Museum of Wonders è un luogo sospeso nel tempo, di impostazione retrò, dove freaks di varia natura si esibiscono per soddisfare il voyeurismo del loro pubblico.  Marcel è il gestore di questo labirintico locale, lui promesso sposo di Olimpia la veggente, ed erede del Museum e del ricco patrimonio lasciato dalla Nonna si innamora perdutamente della bellissima Salomè, la prestigiatrice e amante di Sansone l'uomo forzuto. Salomè, che con le sue arti incantatorie supportate da una notevole bellezza, vuole in realtà entrare in possesso delle ricchezze di Marcel e farlo fuori.